# Adoxia atripennis
Adoxia atripennis es una especie de  coleóptero de la familia Chrysomelidae. Fue descrita científicamente por primera vez en 1913 por Broun.